# جناحيات
الجناحيات أو الحشرات المجنحة أو تحت طائفة ذوات الأجنحة (الاسم العلمي: Pterygota) هي صنف من الحشرات تشمل الحشرات المجنحة. رتب الحشرات غير المجنحة ثانويا (وهذه مجموعة حشرات كانت أسلافها مجنحة ولكن فقدتها نتيجة للتطورات اللاحقة). وتضم مجموعة الجناحيات جميع الحشرات تقريبًا. وغير المدرجة من رتبة سداسيات الأرجل هي هلبيات الذيل ذوات الذنب الشعري (السمك الفضي والحشرة النارية)، رتبتبن من الحشرات غير المجنحة بدائيا. وكذلك غير المدرجة هي ثلاثة رتب لم تعتبر حشرات: أوليات الذنب، القافزة بالذنب، وثنائيات الذنب.

## التصنيف
- الحشرات غير المجنحة بدائيًا (Apterygota) وتضم الطويئفة الأولى (Primitively wingless) ، أي أن أسلاف تلك الحشرات كانت غير مجنحة أيضًا. وبالطبع فإن هذه الحشرات عديمة التحول (Ametabolus insects)، وهذه الحشرات غالبًا ما تحمل زوائد بطنية غير الزوائد الشرجية (Cerci). وغير الزوائد التناسلية الخارجية (External genitalia) .[2]
- الحشرات المجنحة أو غير المجنحة ثانويا (Pterygota) ،(Secondarily wingless)، بمعنى أن أسلافها كانت مجنحة ولكن هذه الأجنحة غابت بشكل ثانوي. وبالطبع فإن حشرات هذه الطويئفة تكون متحولة .(Metabolous insects) وهذا التحول أما أن يكون ناقصا أو كام ً لا، وعلى أساس ذلك تقسم هذه الطويئفة إلى قسمين كبيرين هما:
  - قسم الحشرات خارجية الأجنحة Exopterygota وتحتوى على الحشرات ذات التحول الناقص Hemimetabolous insects" والتي ينمو فيها الجناح للخارج.
  -  قسم الحشرات داخلية الأجنحة Endopterygota وتحتوى على الحشرات ذات التحول الكامل Holometabolous“ والتي ينمو فيها الجناح للداخل أو ً لا وهي في أول مراحل طور العذراء، ثم يبدأ في البروز للخارج في آخر المرحلة قبل التحول إلى حشرة يافعة. وتندرج كل رتب الحشرات تحت القسمين السابقين.